# La alsaciana
La alsaciana es una zarzuela en 1 acto y dos cuadros, con música de Jacinto Guerrero y libreto de José Ramos Martín. Se estrenó en 1921 en el Teatro Tívoli (Barcelona).

## Personajes
- Margot (soprano)
- Frandinet (tenor ligero)
- Capitán (barítono)
- Nina (soprano)
- Mariscal
- Flora
- Fritz
- Teniente 1
- Teniente 2
- Teniente 3
- Teniente 4
- El sargento
- Federico
- El alcalde
- Pablo

## Argumento
La acción se desarrolla en Alsacia en los primeros años del XIX.

### Cuadro 1
Margot y Nina viven en un pueblo al que están al llegar las tropas napoleónicas, ellas les temen. Margot es huérfana y vive con un matrimonio al que no le gusta la idea tener que alojar a las tropas, por eso le piden ayuda a Frandinet para que lo evite, pero como él se siente despreciado por Margot, no hace nada y a la casa llega un mariscal con cuatro oficiales.

### Cuadro 2
Frandinet engaña a varios músicos de la banda del ejército para dar una serenata a Margot. Por su culpa el mariscal no puede dormir. El dueño de la casa expulsa a los músicos y explica que Margot nació de un teniente que años atrás se hospedó en esa misma casa. El viejo mariscal se emociona al oír esto y decide irse para no molestar a la que ahora comprende que es su hija.